# FC Dinamo II Bukurešt
FC Dinamo II je rumunjski nogometni klub iz Bukurešta. Osnovan je 2004. Trenutno se natječe u Ligi II.
To je rezervna ekipa FC Dinama Bukurešt.